# Ålgöl (Kristdala socken, Småland)
Ålgöl är en sjö i Oskarshamns kommun i Småland och ingår i Marströmmens huvudavrinningsområde.